# ختير كافوري
ختير كافوري (الاسم العلمي: Cortinarius camphoratus)، نوع من الختير وفصيلة الختيريات. يوجد في أوروبا وأمريكا الشمالية. رائحته رائحة الكافور. موائله الغابات الصنوبرية. لحميته كانعة الصنف غير مرغوب فيها.